# کامپانیاتیکو
کامپانیاتیکو (به ایتالیایی: Campagnatico) یک کومونه در ایتالیا است که در استان گروستو واقع شده‌است.

## خصوصیات
کامپانیاتیکو ۱۶۲٫۶ کیلومترمربع مساحت و ۲٬۳۸۰ نفر جمعیت دارد و ۲۷۵ متر بالاتر از سطح دریا واقع شده‌است.

## خواهرخوانده
شهر وورسلن خواهرخواندهٔ کامپانیاتیکو هست.
{{InfoboxItaliancomune